# Fyllotaxis
Fyllotaxis (Grieks: phýllon "blad" en: táxis "rangschikking") of bladstand is zowel de rangschikking van de bladeren ten opzichte van elkaar langs de stengel van de plant als de studie daarvan. Van oudsher onderscheidt men verschillende typen, zoals gekranste, spiraliserende en tegenoverstaande bladstanden. Al deze verschillende bladstanden zijn te herleiden tot hetzelfde grondplan.

## Overzicht
Bij de bladstand of fyllotaxis, de rangschikking van de bladeren ten opzichte van elkaar, kan men onderscheiden:
| Bladstand of fyllotaxis                                | Bladstand of fyllotaxis                                           | Bladstand of fyllotaxis | Bladstand of fyllotaxis |
| bladen per hoogte                                      | naam bladstand                                                    | omschrijving | afbeelding              |
| ------------------------------------------------------ | ----------------------------------------------------------------- | --- | ----------------------- |
| Slechts één blad op een bepaalde hoogte aan de stengel | verspreid, folia sparsa, f. alterna                               | waarbij de bladeren in een spiraal op gelijkmatige afstanden van elkaar staan, waarbij het gedeelte van de spiraalwinding tussen opeenvolgende bladeren een breuk vormt, die verband houdt met de reeks van Fibonacci |                         |
| Slechts één blad op een bepaalde hoogte aan de stengel | afwisselend tweerijig, folia disticha                             | elk blad een halve omgang verder; breuk bladstand ½ |                         |
| Twee of meer bladeren op dezelfde hoogte               | kruiswijs tegenoverstaand, kruisgewijs, folia decussata, opposita | bladeren tegenover elkaar staand, met elk volgende paar daar loodrecht op |                         |
| Twee of meer bladeren op dezelfde hoogte               | tegenoverstaand tweerijig                                         | bladeren tegenover elkaar staand, met de elkaar volgende paren recht onder elkaar |                         |
| Twee of meer bladeren op dezelfde hoogte               | kransgewijs, folia verticillata                                   | meer dan twee bladeren op dezelfde hoogte |                         |
| Bijzondere gevallen                                    | bladeren in een rozet, folia rosulata                             | door een sterk verkorte stengel staan de bladeren zeer dicht op elkaar |                         |
| Bijzondere gevallen                                    | bladeren eenzijdig, folia unilateralia, f. secunda                | bladeren naar één zijde gericht op geplaatst |                         |
| Bijzondere gevallen                                    | bladeren in rijen, folia serialia, f. seriata                     | bij dakpansgewijs overlappende bladeren |                         |

## Reeks van Fibonacci
Een veel bestudeerd verschijnsel in de fyllotaxis is het voorkomen van spiralen bij de verspreide bladstand, parastichen genoemd, waarvan het aantal altijd gelijk is aan een element uit de rij van Fibonacci (ook wel: rij van Schimper-Brown). Kepler en Leonardo da Vinci waren zich al bewust van deze patronen, maar kwamen niet tot een consistente theorie.

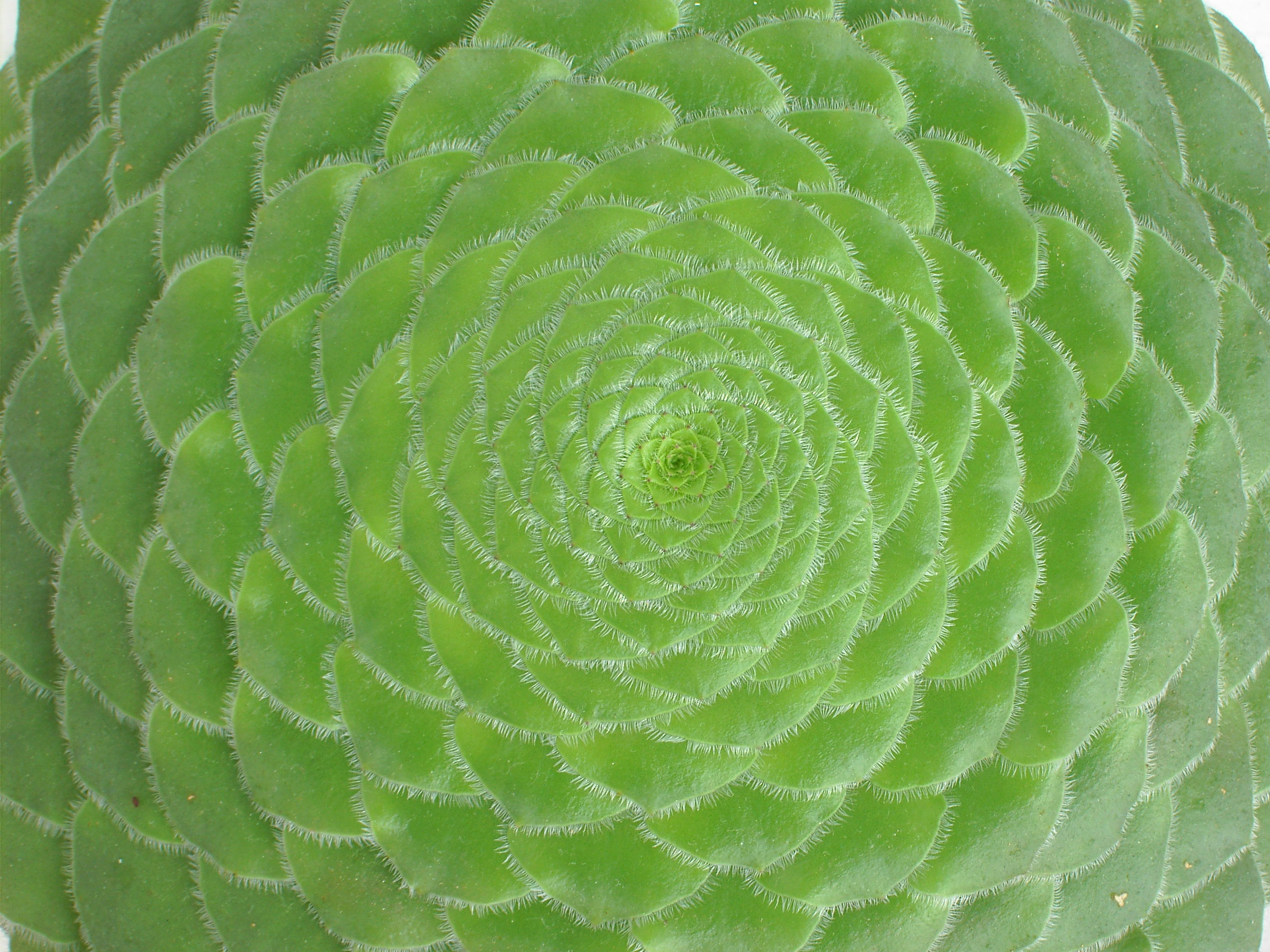
Fyllotaxis 8/13 Aeonium tabulaforme
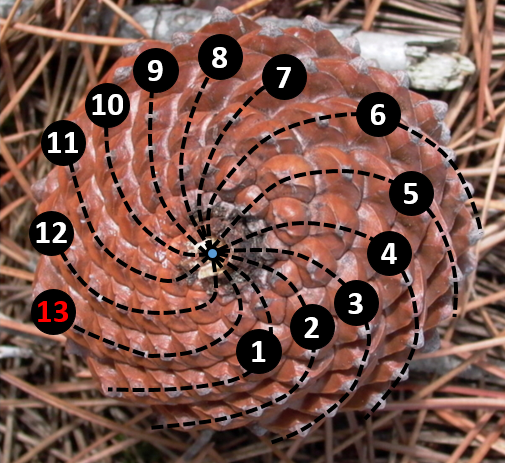
Pinus spec., 13 spiralen van zaadschubben rechtsom
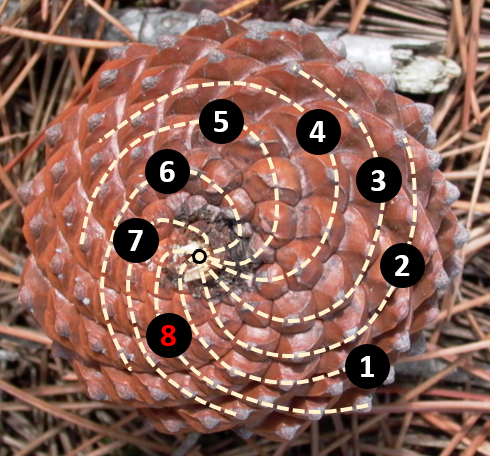
Pinus spec., 8 spiralen van zaadschubben linksom

In de jaren zestig van de achttiende eeuw bestudeerde de Duitse botanicus Hofmeister het meristeem van verschillende composieten en kwam tot de hypothese, de zogenaamde Hofmeister hypothese, dat nieuwe primordia ontstaan op een zo groot mogelijk afstand van de andere reeds bestaande primordia.
De kennis van fyllotaxis neemt pas werkelijk aanvang met de studie van de gebroeders Bravais in de jaren dertig van de negentiende eeuw. Zij bewezen dat een bladstandensysteem met een vaste divergentiehoek aanleiding geeft tot het ontstaan van spiralen die in aantal de rij van Fibonacci volgen.

### Modern onderzoek
In Nederland is de fyllotaxis aan het begin der twintigste eeuw bestudeerd door Van Iterson en iets later door Schoute. Zij stelden pakkingstheorieën op. Van Iterson leidde het zogenaamde Van Iterson-diagram af. Het diagram geeft bij een elk plastochroon (de tijdsduur tussen het ontstaan van twee opeenvolgende primordia) de divergentiehoek weer. Van Iterson leidde het diagram af uit de meetkundige eigenschappen van roosters. Schoute's bijdrage bestaat vooral in zijn hypothese dat er een chemisch reagens moet bestaan om de hypothese van Hofmeister te bevestigen. Een dergelijk reagens is echter nooit gevonden.
In 1996 publiceerde Frank van der Linden het 'stack-and-drag model'. Daarin ontwikkelt het programma 'Apex' volledig geïntegreerde fyllotaxis door het gehele plantenlichaam. In het model zijn in de literatuur beschreven chemische en fysische grootheden vertaald naar eenvoudige geometrische principes.
In hetzelfde jaar publiceerden de Franse natuurkundigen Douady en Couder een serie van drie artikelen waarin zij een experiment beschreven, waarin zij met een vast tijdsinterval gemagnetiseerde druppeltjes olie op een schijf lieten vallen. Het patroon dat ontstond leek sterk op de patronen die men in zonnebloemen waarneemt. Zij stelden vervolgens een dynamisch model voor dat uitgaat van de Hofmeister hypothese en de patronen vermag te beschrijven. Met het experiment toonden de Fransen aan, dat er voor fyllotactische patronen geen erfelijk materiaal nodig is. Spiralen in aantallen van Fibonacci kunnen eenvoudig buiten planten ontstaan na louter fysische interacties.

## Bladligging in knoppen
De ligging van de bladeren in knoppen (prefoliatie), zowel van de individuele bladeren (ptyxis) als de bladeren van de gehele knop (vernatie), en de ligging van de bloembladeren in de bloemknoppen (knopligging), beschrijven gezamenlijk met de fyllotaxis de bebladering van de bedektzadige plant. Er is een grote overlap in termen voor de verschillende categorieën.
| - Fyllotaxis - spiraalsgewijs, verspreid (vlgns. rij van Fibonacci) - distich, tweerijig, 1⁄2 - tristich, drierijig, 1⁄3 - pentastich, vijfrijig, 2⁄5 - octostich, achtrijig, 3⁄8 - tegenoverstaand - decussaat, kruiswijs - alternerend, afwisselend - verticillaat, kransstandig |

| - Ptyxis - inclinaat, met de top ingebogen - circinaat, spiralig ingerold - plicaat, gevouwen als een harmonica - conduplicaat, langs de middennerf plat gevouwen - convoluut, contort, gedraaid dakpansgewijs - revoluut, bladranden teruggerold (naar beneden) - involuut, bladranden naar boven omgerold |

| - Knopligging - dimeer, bloemdelen tweetallig - trimeer, bloemdelen drietallig - tetrameer, bloemdelenviertallig - pentameer, bloemdelenvijftallig - imbricaat, dakpansgewijs, met dakpansgewijs overlappende segmenten - convoluut, contort, gedraaid dakpansgewijs - quincunciaal, in een 2⁄5 spiraal, aansluitend bij de verspreide bladstand (bladspiraal) aan de stengel - cochleair, cochleaat - valvaat, klepsgewijs, elkaar rakende segmenten - klepsgewijs ingevouwen, induplicatief, naar binnen gevouwen - klepsgewijs naar buiten gevouwen, reduplicatief - open, aperta, niet-rakende segmenten |

| - Vernatie (knopplooiing) - valvaat, klepsgewijs - imbricaat, dakpansgewijs - convoluut, contort, gedraaid dakpansgewijs - induplicaat, klepsgewijs ingevouwen - supervoluut, overlappende bladranden sterk naar boven gekruld - rijdend, equitant, elkaar omvattende, dubbelgevouwen |

## Fyllotaxis in de kunst

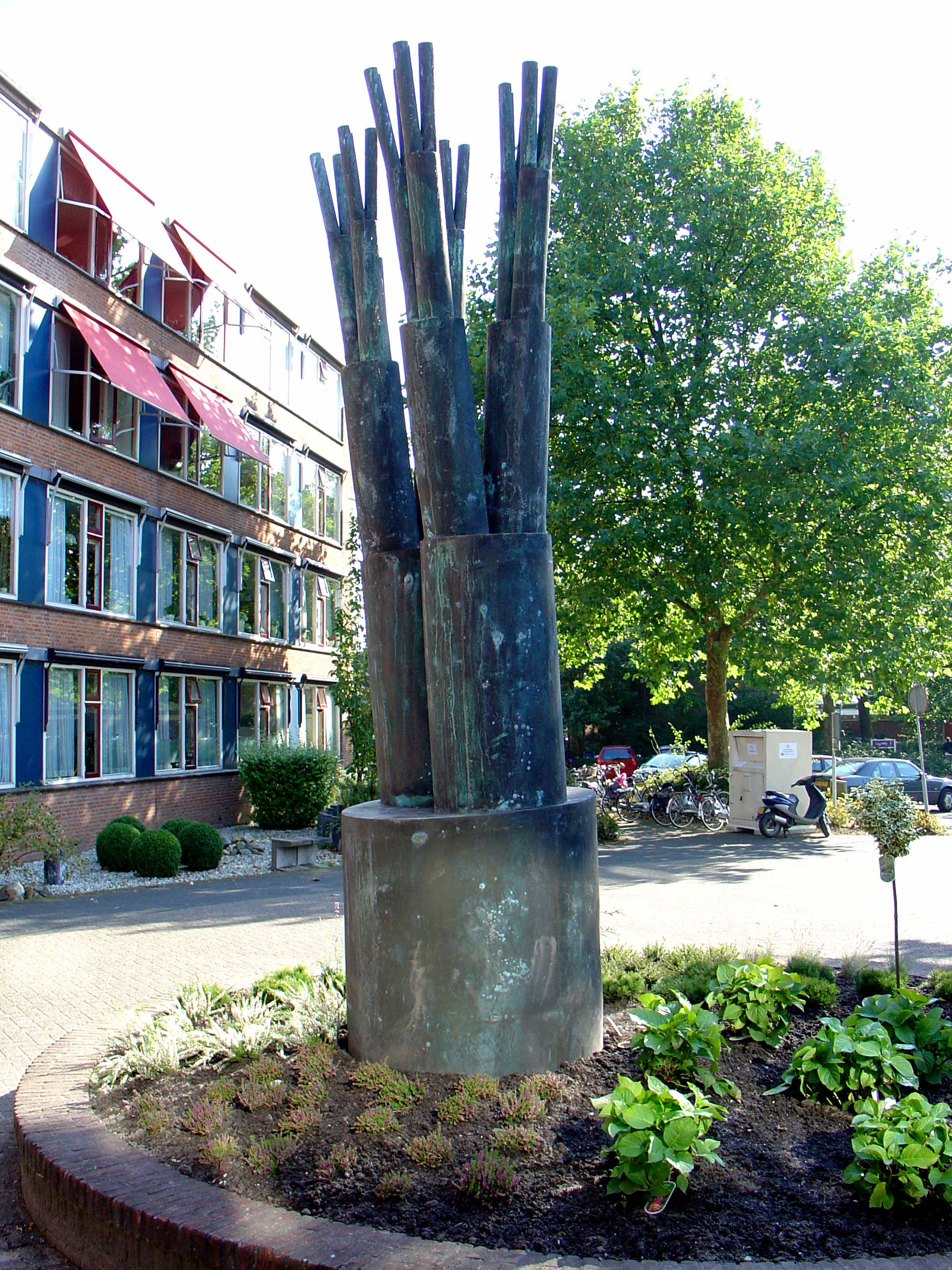
"Phyllotaxis" door Sjoerd Buisman in Lekkerkerk

De beeldend kunstenaar Sjoerd Buisman heeft de fyllotaxis als inspiratiebron voor zijn werk genomen. Vanaf omstreeks 1983 maakt hij fyllotaxisbeelden, die onder meer te vinden zijn in Arnhem, Den Haag, Gorinchem, Groningen, Haarlem, Lekkerkerk, Otterlo en Utrecht. Als model gebruikte hij een dwarsdoorsnede van een bleekselderijplant.